# ラックスマン
ラックスマン株式会社（LUXMAN CORPORATION）は、日本の音響機器メーカーである。1925年（大正14年）NHKラジオ放送開始と同時期に大阪市心斎橋で創業、現在は神奈川県横浜市港北区新横浜に本社を持つ。日本に拠点を置き、現存する大手音響機器メーカーの中では同業のデノンコンシューマーマーケティング（デノン/DENON）（旧・日本コロムビア AV機器事業部）に次ぐ非常に長い歴史を有しており、アンプ等のピュアオーディオ製品において強いブランド力を持つ。その音は、俗にラックストーンと呼ばれる。
2025年（令和7年）に創業から1世紀（≒100年）を迎えた。

## 歴史・主要製品
- 1925年 大阪市にあった錦水堂額縁店のラジオ部として創業。ラジオ・オーディオアンプおよび、それらの部品の製造販売を開始
- 1926年 「LUX」（ラックス）ブランド命名
- 1930年  錦水堂 ラヂオブック発行　出筆創業者早川迭雄
- 1935年 株式会社錦水堂を設立
- 1941年 本社を大阪市西成区に移転
- 1943年 社名を錦水電気工業株式会社と改称
- 1952年 OY-15型出力トランス
- 1958年 MA-7Aモノラル真空管アンプ、6CA7の採用と高圧回路を採用して60wのハイパワーを実現した。1971-1974年頃、勤務のTim de Paraviciniが絶賛した回路[1]
- 1961年 社名をラックス株式会社と改称
- 1961年 SQ-5A→SQ-5B プリメインアンプ　6BQ5PP、初のプリメインアンプ。ラックス独自のトーンコントロール回路採用
- 1962年 SQ-65 プリメインアンプ、モーショナルフィードバック（MFB）回路を内蔵　ラックスで特許取得
- 1962年 PZ-11 フォノアンプ、ゲルマニウムトランジスタ採用のスリムなデザイン
- 1963年 SQ38 プリメインアンプ（55,000円）6RA8PP、三極管を搭載した最初のモデルの一つ
- 1964年 SQ38D プリメインアンプ（58,500円）6RA8PP
- 1965年 SQ38Ds プリメインアンプ（54,500円）6RA8PP
- 1968年 SQ38F プリメインアンプ（78,000円）50CA10PP　SWノブメタル、タンノイⅢLZのSPとのセットが黄金の組みわせと称された
- 1970年 SQ38FD プリメインアンプ（98,000円）50CA10PP　SWノブ富士山型濃紺樹脂
- 1971-1980年 Luxkitブランド。 LuxKitブランドはクラフトオーディオマニアの需要を満たすために創設され、計測器シリーズ、真空管アンプ、トランジスタアンプ、ターンテーブル　約70のキットモデルを販売[注釈 1]。
- 1972年 新しいオーディオブランドの"L＆G"を発表。ユニクリエイツ(瀬川冬樹・木村純二がデザイン担当)
- 1974年 SQ38FDII プリメインアンプ（168,000円）50CA10PP　SWノブ富士山型濃茶樹脂
- 1975年 M-6000/C-1000/T110/PD121等50周年記念モデル
- 1976年 DC構成ラボラトリーリファレンスシリーズ・5T50 AM/FMチューナー・5G12 グラフィックイコライザ・5F70 パラメトリックトーンコントロールユニット・5E24 LEDパワーメーター・5L15 プリメインアンプ・5C50 プリアンプ・5M21/5M20 パワーアンプ・5K50M カセットデッキ
- 1977年 本社を大阪府豊中市に移転。日本証券業協会店頭売買銘柄に登録
- 1978年 LX38 プリメインアンプ（198,000円）50CA10PP　SWノブ富士山型黒樹脂
- 1979年 L-58A プリメインアンプ　デュオベータ回路
- 1980年 PD-555 ターンテーブル、バキュアム・ディスク・スタビライザー搭載の超弩級ターンテーブル。PD-300 ターンテーブル、同普及版
- 1981年 CAT-コンピュータ・チューニングシステム
- 1981年 L-550 A級プリメインアンプ、L-550X L-560 と発展。アルパインと資本提携
- 1983年 LX38u プリメインアンプ（300,000円）50CA10PP　SWノブ富士山型メタルノブ、上原晋氏最後の設計。設計工場をいわき市へ移転
- 1984年 本社を東京都大田区に移転。MB300 モノラルパワーアンプ　WE300s、一台価格50万→55万円
- 1985年 C-05 プリアンプ・M-05 A級パワーアンプ
- 1987年 M-07 A級パワーアンプ
- 1987年 DA-07 CDプレーヤー、フルエンシーDAC[注釈 2]を採用したCDプレーヤー。DA-07 D/Aコンバーター[注釈 3]
- 1987年 本社を東京都品川区に移転
- 1989年 L570 A級プリメインアンプ、バブルの景気とあいまって総重量30kg、定価35万円と高額ながら、各オーディオ誌の高評価を得て世界最高のプリメインアンプとも称された。
- 1990年 D500 トップローディングCDプレーヤー、フィリップスCDM-3メカニズムや超優秀選別ICのダブルクラウンチップを搭載
- 1995年 L-580 A級プリメインアンプ
- 1994年 三星（サムスン）電子株式会社と資本提携（後に資本提携解消）
- 1995年 SQ-38signature プリメインアンプ（350,000円）EL34PP、70周年記念モデル
- 1998年 本社を横浜市鶴見区に移転
- 1998年 SQ-38D プリメインアンプ（390,000円）6BQ5PP、復刻モデル
- 1999年 香港上場会社の投資ファンド、B.V.I.と資本提携
- 2000年 ラックスの事業を新たに設立したラックスマン株式会社に分社し、旧ラックスは投資ファンドに業態変更してイーラックス株式会社（現・株式会社クオンツ）と改称。ラックスマン株式会社現在地へ移転
- 2004年 CU-80 マルチチャネルアンプ
- 2005年 クオンツ株式と子会社ラックスマン株式会社を売却
- 2005年 B1000 モノラルパワーアンプ、モノラルながら重量63Kg、出力が瞬時最大2000Wにも及び、標準価格180万円の高額アンプ。C1000F コントロールアンプ、いずれも80周年記念モデルとして発売。L-590A・L-550A A級パワーアンプ
- 2006年 DU-50・DU-80 デジタルユニバーサルプレーヤー
- 2007年 M-800A、L-550AII、L-590AII
- 2008年 SQ-38u プリメインアンプ（378,000円）EL34PP
- 2009年 D-08 SA-CDプレーヤー。IAG（International Audio Group）の一員となり、その経営傘下に入ることを発表した。
- 2010年 DA-200 USB D/Aコンバーター、96kHz/24bit対応の多機能D/Aコンバーター。L-590AX A級プリメインアンプ。CM-20000 Limited カーオーディオ用パワーアンプ
- 2011年 PD-171 アナログディスクプレーヤー。CL-38u 真空管コントロールアンプ。MQ-88u 真空管ステレオパワーアンプ。L-550AX A級プリメインアンプ
- 2024年 P-100 CENTENNIAL 最高級ヘッドフォンアンプ
- 2025年 創業100年（1世紀）

## ステレオギャラリーQ
大阪日本橋の五階百貨店の前に、1968年から1972年頃にあったラックスのアンテナショップ。後にステレオサウンド誌創設に関わったオーデイオ評論家永井潤が立ち上げに関わった。独自商品ステレオ・ギャラリー Q-300B/I WE-300Bシングルパワーアンプは、6267ペントード→12BH7パラレル→WE300Bの3管構成でG6861シングル用出力トランス採用、300Bのヒーターは交流点火で少しのNFBでハムノイズはJBLのホーンでも聞こえなかった。ラジオ技術誌に葉山のペンネームで上原晋が制作記事を書いている。
- アルパイン（現：アルプスアルパイン）と1984～1994年頃に存在した国内専用の合同ブランド・ALPINE/LUXMANでコンシューマー向け製品・真空管とトランジスタを組み合わせた真空管/MOSFETハイブリッドプリメインアンプ「Bridシリーズ」を生産した。同シリーズのLV-105・LV-107は、フロントパネルから真空管を覗かせたデザインが評価され通産省（当時）グッドデザイン商品選定制度で1985年度金賞を受賞した[3]。